# Zagan
Na demonologia, Zagan é o Grande Rei e Presidente do inferno, comandando mais de trinta e três legiões de demônios. Ele faz do homem espirituoso, também pode transformar vinho em água, a água em vinho e o sangue em vinho (de acordo com a Pseudomonarchia Daemonum, transforma o sangue em azeite, o óleo, em sangue, e um homem tolo num sábio). Outras das suas qualidades é o de transformar metais em moedas que são feitas com esse metal (ou seja, ouro em uma moeda de ouro, o cobre em uma moeda de cobre, etc.) 
Zagan é retratado como um grifo de asa frontal que se transforma em homem depois de um tempo. Outros autores o retratam como um homem com cabeça de touro e asas de grifo. 
Ortografia alternativa : Zagam.